# Григорцево (Нерехтський район)
Григорцево (рос. Григорцево) — село в Нерехтському районі Костромської області Російської Федерації.
Населення становить 570 осіб. Входить до складу муніципального утворення Пригороднє сільське поселення.

## Історія
У 1936-1944 роках населений пункт належав до Ярославської області. Від 1944 року належить до Костромської області.
Від 2007 року входить до складу муніципального утворення Пригороднє сільське поселення.

## Населення
| 2008 | 2010 | 2014 |
| ---- | ---- | ---- |
| 571  | ↘497 | ↗570 |